# Хосе Каньяс
Хосе Альберто Каньяс Руїс Еррера (ісп. José Alberto Cañas Ruiz-Herrera; 27 травня 1987, Херес-де-ла-Фронтера) — іспанський футболіст, опорний півзахисник.

## Життєпис
Вихованець клубу «Реал Бетіс». У складі основної команди Хосе дебютував 3 травня 2009 року в домашньому матчі проти «Атлетіко Мадрид», що завершився поразкою 0:2.
9 січня 2013 року оголошено про те, що Каньяс уклав попередній контракт з клубом Прем'єр-ліги «Суонсі Сіті». Сума, яку сплатили «Бетісу» за трансфер Хосе, становила 750 тис. фунтів. До складу «лебедів» Каньяс офіційно увійшов 1 липня 2013 року. Наприкінці серпня розірвав контракт за обопільною згодою.
31 серпня 2014 року перебрався до іспанського клубу «Еспаньйол» на правах вільного агента.

## Статистика виступів за клуб
Станом на 23 листопада 2019
| Клуб               | Сезон              | Ліга                  | Ліга | Ліга | Кубок | Кубок | Інші | Інші | Загалом | Загалом |
| Клуб               | Сезон              | Дивізіон              | Ігри | Голи | Ігри  | Голи  | Ігри | Голи | Ігри    | Голи    |
| ------------------ | ------------------ | --------------------- | ---- | ---- | ----- | ----- | ---- | ---- | ------- | ------- |
| Бетіс              | 2008–2009          | Ла-Ліга               | 2    | 0    | 0     | 0     | —    | —    | 2       | 0       |
| Бетіс              | 2010–2011          | Сегунда Дивізіон      | 15   | 0    | 2     | 0     | —    | —    | 17      | 0       |
| Бетіс              | 2011–2012          | Ла-Ліга               | 22   | 0    | 2     | 0     | —    | —    | 24      | 0       |
| Бетіс              | 2012–2013          | Ла-Ліга               | 27   | 0    | 2     | 0     | —    | —    | 29      | 0       |
| Бетіс              | Загалом            | Загалом               | 66   | 0    | 4     | 0     | —    | —    | 70      | 0       |
| Суонсі Сіті        | 2013–2014          | Прем'єр-ліга (Англія) | 23   | 0    | 3     | 0     | 9    | 0    | 35      | 0       |
| Суонсі Сіті        | Загалом            | Загалом               | 23   | 0    | 3     | 0     | 9    | 0    | 35      | 0       |
| Еспаньйол          | 2014–2015          | Ла-Ліга               | 29   | 0    | 5     | 0     | —    | —    | 34      | 0       |
| Еспаньйол          | 2015–2016          | Ла-Ліга               | 13   | 0    | 1     | 0     | —    | —    | 14      | 0       |
| Еспаньйол          | Загалом            | Загалом               | 42   | 0    | 6     | 0     | —    | —    | 48      | 0       |
| ПАОК               | 2016–2017          | Суперліга (Греція)    | 27   | 1    | 7     | 0     | 8    | 0    | 42      | 1       |
| ПАОК               | 2017–2018          | Грецька суперліга     | 15   | 0    | 5     | 1     | 2    | 0    | 22      | 1       |
| ПАОК               | 2018–2019          | Грецька суперліга     | 14   | 0    | 4     | 1     | 9    | 1    | 27      | 2       |
| ПАОК               | Загалом            | Загалом               | 56   | 1    | 16    | 2     | 19   | 1    | 91      | 4       |
| Црвена Звезда      | 2019–2020          | Суперліга (Сербія)    | 9    | 1    | 1     | 0     | 11   | 0    | 21      | 1       |
| Црвена Звезда      | Загалом            | Загалом               | 9    | 1    | 1     | 0     | 11   | 0    | 21      | 1       |
| Загалом за кар'єру | Загалом за кар'єру | Загалом за кар'єру    | 196  | 2    | 30    | 2     | 39   | 1    | 265     | 5       |

1. 1 2 3  Ігри в Лізі Європи
2. 1 2  Appearances in the Ліга чемпіонів УЄФА